# Jakob Krug
Jakob Krug (auch Jacob Krug; * 26. März 1877 in Rheindürkheim bei Worms; † 12. Januar 1965 in Darmstadt) war ein deutscher Architekt.

## Leben
Jakob Krug besuchte das Technikum der Müllerschule in Worms. Aufgrund seiner zeichnerischen Fähigkeiten wurde er mit Joseph Maria Olbrich bekannt gemacht. Olbrich engagierte Krug 1901, worauf dieser nach Darmstadt zog. Krug war zunächst vor allem als Zeichner von Inneneinrichtungen beschäftigt. 1905 wurde er in die Planungen für den Hochzeitsturm sowie für das Ausstellungsgebäude auf der Mathildenhöhe einbezogen, beide Gebäude wurden 1908 fertiggestellt. Ebenso entwarf Jakob Krug 1908 auch den Pavillon im Garten des Oberhessischen Hauses. In diesem Jahr war er einer der Organisatoren der Landesausstellung, die auf der Mathildenhöhe gezeigt wurde.
Nach dem Tod von Olbrich im August 1908 machte sich Krug als Architekt selbständig. Ab 1910 leitete er den Umbau des ehemaligen Parkhotels (Dieburger Straße 241) am Stadtrand von Darmstadt, des heutigen Georg-Christoph-Lichtenberg-Hauses. Krug schmückte das Hotel mit zahlreichen Elementen des Jugendstils aus und machte daraus einen herrschaftlichen Sitz für den Prinzen Otto Heinrich zu Schaumburg-Lippe (1854–1935) und dessen Gattin Anna von Köppen, Gräfin von Hagenburg (1860–1932). Auf der Mathildenhöhe in Darmstadt entstanden vor dem Ersten Weltkrieg einige Villen von Jakob Krug. Weitere Häuser und Villen, die stark vom Jugendstil geprägt waren, baute er in Mainz.
Jakob Krug war Mitglied des künstlerischen Beirats der Darmstädter Künstlergemeinschaft. Hierbei handelte es sich um eine von Oberbürgermeister Otto Wamboldt 1936 gegründete Einheitsorganisation, die alle lokalen Künstler unter nationalsozialistischer Führerschaft versammeln wollte. In diesem Beirat saßen neben Krug u. a. Adolf Beyer, Erich Mindner und Hermann Geibel.
Nach dem Zweiten Weltkrieg arbeitete Krug beim Wiederaufbau der stark zerstörten Darmstädter Innenstadt und der Wohngebiete von Darmstadt mit. Hier wurde er insbesondere von lokalen Wohnungsbaugesellschaften und dem Bauverein mit Aufträgen versehen. 
Jakob Krug starb im Januar 1965 im 88. Lebensjahr in Darmstadt.

## Ehrungen
- 1962: Bronzene Verdienstplakette Stadt Darmstadt

## Werke (Auswahl)
- 1909: Wohnhaus An der Karlsschanze 16 in Mainz
- 1910/11: Umbau des Parkhotels in Darmstadt, Dieburger Straße 241, heute Georg-Christoph-Lichtenberg-Haus
- 1911: Villa An der Karlsschanze 10 in Mainz
- 1912: Villa Am Rosengarten 4 in Mainz (zusammen mit Georg Finke)
- 1913: Villa Römerwall 51 in Mainz
- 1914: Garagengebäude An der Karlsschanze 7 in Mainz (zusammen mit Georg Finke)
- 1925: Doppelvilla in der Fritz-Bauer-Straße 9/11 in Darmstadt (zusammen mit Sixtus Grossmann)
- 1953–1954: Mehrfamilienwohnhaus-Gruppe auf der Ostseite des Wilhelminenplatzes in Darmstadt (zusammen mit Sixtus Grossmann)